# Уилсон, Том (кёрлингист)
То́мас Р. «Том» Уи́лсон (англ. Thomas R. «Tom» Wilson) — канадский кёрлингист.
В составе мужской сборной Канады чемпион мира среди мужчин (1980). Чемпион Канады среди мужчин, двукратный чемпион Канады среди смешанных команд.
Играл в основном на позиции второго.
В 1985 году ввёден в Зал славы канадского кёрлинга.

## Достижения
- Чемпионат мира по кёрлингу среди мужчин: золото (1980).
- Чемпионат Канады по кёрлингу среди мужчин: золото (1980), серебро (1978, 1979).
- Чемпионат Канады по кёрлингу среди смешанных команд: золото (1974, 1983).

- Команда всех звёзд (англ. All Star Team) мужского чемпионата Канады: 1980.

## Команды
| Сезон                                          | Четвёртый | Третий             | Второй     | Первый         | Турниры               |
| ---------------------------------------------- | --------- | ------------------ | ---------- | -------------- | --------------------- |
| 1977—78                                        | Рик Фолк  | Rod Thompson       | Том Уилсон | Roger Schmidt  | ЧК 1978               |
| 1978—79                                        | Рик Фолк  | Rod Thompson       | Том Уилсон | Джим Уилсон    | ЧК 1979               |
| 1979—80                                        | Рик Фолк  | Рон Миллс          | Том Уилсон | Джим Уилсон    | ЧК 1980 · ЧМ 1980     |
| Кёрлинг среди смешанных команд (mixed curling) |           |                    |            |                |                       |
| 1973—74                                        | Рик Фолк  | Cheryl Stirton     | Том Уилсон | Bonnie Orchard | ЧКСК 1974             |
| 1974—75                                        | Рик Фолк  | Dorenda Schoenhals | Том Уилсон | Bonnie Orchard | ЧКСК 1975 (??? место) |
| 1980—81                                        | Рик Фолк  | Dorenda Schoenhals | Том Уилсон | Elizabeth Folk | ЧКСК 1981 (??? место) |
| 1981—82                                        | Рик Фолк  | Dorenda Schoenhals | Том Уилсон | Elizabeth Folk | ЧКСК 1982 (??? место) |
| 1982—83                                        | Рик Фолк  | Dorenda Schoenhals | Том Уилсон | Elizabeth Folk | ЧКСК 1983             |

(скипы выделены полужирным шрифтом)

## Частная жизнь
Его брат Джим Уилсон — тоже кёрлингист, они вместе играли в команде скипа Рика Фолка и вместе стали чемпионами Канады и мира в 1980.